# Jack Straus
Pour les articles homonymes, voir Straus.
Jack Straus (16 juin 1930 – 17 août 1988) était un joueur professionnel de poker américain. Il est connu pour avoir remporté le Main Event des World Series of Poker 1982,.
Il est également connu pour avoir remporté ce tournoi après que son tapis s'est réduit à un seul jeton plus tôt dans la compétition, popularisant l'expression « a chip and a chair » (« un jeton et une chaise »),,.

## Biographie
Jack Straus étudia à l'université Texas A&M.

### Carrière au poker
Jack Straus commence à participer aux World Series of Poker au début des années 1970. Il termine 5e au Main Event des World Series of Poker 1972. Il remporte son premier bracelet en 1973 à un tournoi de Deuce to Seven à 3 000 $ l'entrée, empochant 16 500 $, et, la même année, finit 3e au Main Event.
Il remporte son second bracelet au Main Event des World Series of Poker 1982, empochant 520 000 $,.
Sa présence à la table finale du Main Event des World Series of Poker en 1972, 1973 et 1982 le fait entrer dans le cercle des joueurs ayant disputé au moins trois fois la table finale du Main Event des World Series of Poker, parmi lesquels plusieurs vainqueurs du Main Event : Johnny Moss, Doyle Brunson, Stu Ungar, Johnny Chan et Dan Harrington.

### «A chip and a chair»
La victoire de Jack Straus en 1982 est un retour dans le jeu après que son tapis s'est réduit à un seul jeton de 500 $ au deuxième jour du tournoi, ce qui est supposé être à l'origine de l'aphorisme de poker de tournoi « a chip and a chair » (« un jeton et une chaise »). Bien que les versions varient, la plus répandue rapporte qu'il poussa ses jetons dans le pot, fut payé et perdit le coup, avant de découvrir, en se levant, qu'il lui restait un jeton caché sous une serviette posée sur la table,. Parce qu'il ne s'était pas déclaré comme étant à tapis, les directeurs du tournoi l'autorisèrent à continuer à jouer.

### Décès
Jack Straus meurt le 17 août 1988 d'une crise cardiaque, à l'âge de 58 ans, pendant une session de poker à hautes limites au casino Bicycle de Los Angeles. La même année, il entre dans le Poker Hall of Fame, à titre posthume,.
Durant toute sa carrière de joueur, il totalisa plus de 800 000 $ de gains.